# Casa Cautiño
Casa Cautiño és un museu localitzat a Guayama, Puerto Rico, administrat per l'Institut de Cultura Porto-Riquenya. Inclou col·leccions d'art, tallas de fusta, escultures i el mobiliari construïts per ebenistes porto-riquenys per la familia Cautiño. Forma part del Registre Nacional de Llocs Historics.
La casa va ser propietat de Genaro Cautiño Vázquez, un ric propietari de Guayama i coronel de l'Institut de Voluntaris de Puerto Rico. Durant la Guerra hispano-estatunidenca, la casa fou la seu de les forces americanes. Després de la guerra, Genaro Cautiño va retornar per ocupar la casa.
L'estructura en forma de U és d'un pis amb un pati interior, que l'arquitecte local Manuel Texidor va construir el 1887 després de graduar-se a l'Acadèmia de Belles Arts de París..
Presenta alguns dels elements d'estil neoclàssic, com cornises, pilastres, canelobres, arcs Romans, motius de relleu i ornamentació clàssica. Aquests elements van ser mesclats amb alguns dels detalls de l'arquitectura popular de l'àrea del sud de Puerto Rico que va prevaler quan l'estructura va ser construïda.